# Ahmed Abdul-Malik
Ahmed Abdul-Malik (nacido Jonathan Tim, Jr.; 30 de enero de 1927 - 2 de octubre de 1993) fue un contrabajista de jazz e intérprete de laúd estadounidense.
Abdul-Malik es recordado por integrar estilos musicales de Medio Oriente y el norte de África en su música jazz. Fue bajista de Art Blakey, Earl Hines, Randy Weston y Thelonious Monk, entre otros. Abdul-Malik grabó seis álbumes como líder entre 1958 y 1964 antes de dedicarse a la formación en jazz.

## Primeros años
Abdul-Malik decía que su padre era de Sudán y se mudó a Estados Unidos. Sin embargo, la investigación del historiador Robin Kelley indica que Abdul-Malik fue hijo de inmigrantes caribeños y cambió su nombre de nacimiento:
Ahmed Abdul-Malik nació como Jonathan Tim Jr. (a veces escrito "Timm") el 30 de enero de 1927, hijo de Matilda y Jonathan Tim Sr., quienes habían inmigrado de San Vicente en las Indias Occidentales Británicas tres años antes. También tuvieron una hija, Caroline, nacida poco más de un año después que Jonathan Jr. El certificado de defunción de Jonathan Tim Sr. no solo confirma su nacimiento en San Vicente, sino que indica que su padre (el abuelo de Abdul-Malik), James Tim, y su madre, Mary Daniels, eran ambos del Caribe. Los directorios de la ciudad de Brooklyn, así como el directorio Local 802 del Sindicato de Músicos de la Federación Estadounidense, confirman que el nombre de nacimiento del bajista es Jonathan Tim Jr.
Jonathan, Jr. nació en Brooklyn. La familia vivía en 545 Hopkinson Avenue, pero se mudó a 1984 Atlantic Avenue antes de que su hijo comenzara la escuela. Jonathan Jr. recibió lecciones de violín de su padre, que era yesero y obrero en general. A los siete años, Jonathan Jr. asistió a la Escuela de Música y Arte Vardi, "para continuar su formación en violín, y con el tiempo aprendió a tocar el piano, el violonchelo, el bajo y la tuba". Sus padres se divorciaron a finales de la década de 1930, y él vivió con su padre y su nueva esposa, en 2117 Dean Street, pero su padre murió el 9 de febrero de 1941, a causa de una úlcera gástrica sangrante. Jonathan Jr. continuó estudiando, incluso recibió lecciones con el bajista local Franklin Skeete, antes de unirse a la High School of Music &amp; Art en Harlem. Allí, "sus habilidades con el violín y la viola le valieron un lugar en la Orquesta de la Ciudad".
En 1944, Abdul-Malik comenzó su carrera como bajista profesional en medio de la escena be-bop de Nueva York. Durante este tiempo, Abdul-Malik comenzó a experimentar con instrumentos como el laúd y el qanun, un instrumento parecido a una cítara. Mientras estudiaba en la Escuela Superior de Música y Arte de Nueva York, se sumergió en la música siria, de África occidental y libanesa. Mientras tomaba lecciones de música con integrantes de estas culturas, se convirtió al Islam y adoptó el nombre de Ahmed Abdul-Malik.
Cuando Abdul-Malik cambió su nombre, algunos músicos negros estaban tratando de separarse de las grandes bandas populares y decidieron hacerlo en parte uniéndose al movimiento Ahmadiyya, donde se instaba a los músicos a dejar de consumir drogas y alcohol y percibirse como miembros de un mundo islámico más amplio. A mediados de la década de 1950, Abdul-Malik había trabajado con destacados músicos de jazz como Art Blakey, Coleman Hawkins, Don Byas y Randy Weston. Durante este tiempo, continuó con sus objetivos de fusionar el jazz con la música del mundo árabe, pero en ese momento había poco interés comercial en esta música, lo que le dio a Abdul-Malik pocas oportunidades de interpretar este incipiente híbrido de música.

## Carrera
En 1957, mientras era miembro del cuarteto de Thelonious Monk, Monk y John Coltrane animaron a Abdul-Malik a fundar su propio conjunto, que se formó a finales de 1957. Este grupo estaba formado por Abdul-Malik tocando el bajo y el laúd, así como por el violinista Naim Karakand, Jack Ghanaim en el qanun, Mike Hemway tocando el derbake y Bilal Abdurahman en instrumentos de lengüeta.
En el verano de 1958, su participación en el álbum Misterioso de Monk le dio más atención y le permitió comenzar su propia carrera discográfica, publicando seis álbumes entre 1958 y 1974. Su álbum debut como líder, Jazz Sahara, contenía cuatro canciones, cada una de las cuales representaba un Maqam o modo árabe diferente. En la canción "'Ya Annas", Abdul-Malik comienza la canción en ritmo 3/4 pero cambia a 4/4 después de unos siete minutos. Este primer álbum puede considerarse un predecesor del estilo indo-jazz que Joe Harriott y John Mayer interpretaron aproximadamente una década después.
En 1959 realizó un siguiente álbum, titulado East Meets West . Daniel Spicer, escritor de The Quietus, describe un solo de Jakarawan Nasseur como una "exhortación seductora mientras se deslizaba por las notas con un languidecer suelto y microtonal, creando una niebla espesa que es embriagadora y sorprendente en igual medida". Durante este tiempo también fue descrito como "un bajista de hard bop de cierta distinción". Como intérprete de laúd realizó una gira por Sudamérica para el Departamento de Estado de los Estados Unidos e interpretó en un festival de jazz africano en Marruecos.
Con la llegada del free jazz en la década de 1960, Abdul-Malik pasó de la música de inspiración árabe a las baladas predominantemente de jazz y blues. En esta época grabó su álbum The Music of Ahmed Abdul-Malik. Sus instrumentos en este álbum incluyeron el piri coreano. En 1961, Abdul-Malik colaboró con John Coltrane, y su interpretación de la tambura en "India" fue publicada en The Complete 1961 Village Vanguard Recordings de Coltrane décadas más tarde.
A finales de 1961, Abdul-Malik visitó Nigeria, desarrollando una mejor base de su música y cultura. Esto influyó en su álbum Sounds of Africa del año siguiente, que incluía trompeta, saxofones y percusionistas. En 1963, Abdul-Malik volvió a su estilo de grabación original con su grabación de The Eastern Moods of Ahmed Abdul-Malik. Su trío grabó música influenciada por sonidos de Medio Oriente, el norte de África y la India. Su último álbum como líder, Spellbound, fue grabado en 1964. En lugar de centrarse en la música de Oriente Medio y África, se trató de un álbum más tradicional centrado en el laúd, demostrando que este instrumento podía utilizarse en el jazz estadounidense.
Sus dos últimos álbumes no lograran un éxito monetario, por lo que Abdul-Malik se concentró en dar clases a la siguiente generación de músicos de jazz en su comunidad local y más tarde en la Universidad de Nueva York. En 1984, recibió el premio Pioneer in Jazz de BMI por introducir la música de Medio Oriente en el jazz. Después de sufrir un derrame cerebral en la década de 1980, dejó de trabajar en la Universidad de Nueva York y volvió a estudiar, incluso con el laúd Simon Shaheen, hasta que Abdul-Malik murió como resultado de otro derrame cerebral.

## Discografía

### Como líder
- 1958: Jazz Sahara (Riverside) with Johnny Griffin
- 1959: East Meets West (RCA Victor)
- 1961: The Music of Ahmed Abdul-Malik (New Jazz)
- 1962: Sounds of Africa (New Jazz)
- 1963: The Eastern Moods of Ahmed Abdul-Malik (Prestige)
- 1964: Spellbound (Status) with Ray Nance and Seldon Powell

### Como acompañante
Con Art Blakey
- The African Beat (Blue Note, 1962)

Con John Coltrane
- The Complete 1961 Village Vanguard Recordings (Impulse!, 1961)

Con Walt Dickerson
- Relativity (New Jazz, 1962)
- Jazz Impressions of Lawrence of Arabia (Dauntless, 1963)

Con Earl Hines
- 'Fatha': The New Earl Hines Trio (1964)
- The Real Earl Hines (1964)

Con Jutta Hipp
- Jutta Hipp with Zoot Sims (1956)

Con Odetta
- Sometimes I Feel Like Cryin' (RCA Victor, 1962)
- Odetta and the Blues (Riverside, 1962)
- Odetta Sings the Blues (Riverside, 1968)

Con Herbie Mann
- Herbie Mann at the Village Gate (Atlantic, 1961)
- Herbie Mann Returns to the Village Gate (Atlantic, 1961 [1963])

Con Ken McIntyre
- Year of the Iron Sheep (United Artists, 1962)

Con Thelonious Monk
- Misterioso (Riverside, 1958)
- Thelonious in Action (Riverside, 1958)
- Discovery! Live at Five Spot (Blue Note, 1958)
- Thelonious Monk Quartet with John Coltrane at Carnegie Hall (Blue Note, 1957, released 2005)

Con Dave Pike
- Limbo Carnival (New Jazz, 1962)

Con Randy Weston
- With These Hands... (Riverside, 1956)
- Jazz à la Bohemia (Riverside, 1956)
- The Modern Art of Jazz by Randy Weston (Dawn, 1956)
- Tanjah (Polydor, 1973)